# Głodowo (powiat świecki)
Głodowo – wieś kociewska w Polsce położona w województwie kujawsko-pomorskim, w powiecie świeckim, w gminie Nowe, nad północnym brzegiem jeziora Radodzierz.
Miejscowość wchodzi w skład sołectwa Osiny. Według Narodowego Spisu Powszechnego (III 2011 r.) wieś liczyła 49 mieszkańców. Jest czternastą co do wielkości miejscowością gminy Nowe. Na wschód od miejscowości znajduje się leśny rezerwat Kuźnica nad jeziorem Rumacz.
W latach 1975–1998 miejscowość należała administracyjnie do województwa bydgoskiego.